# マルファス

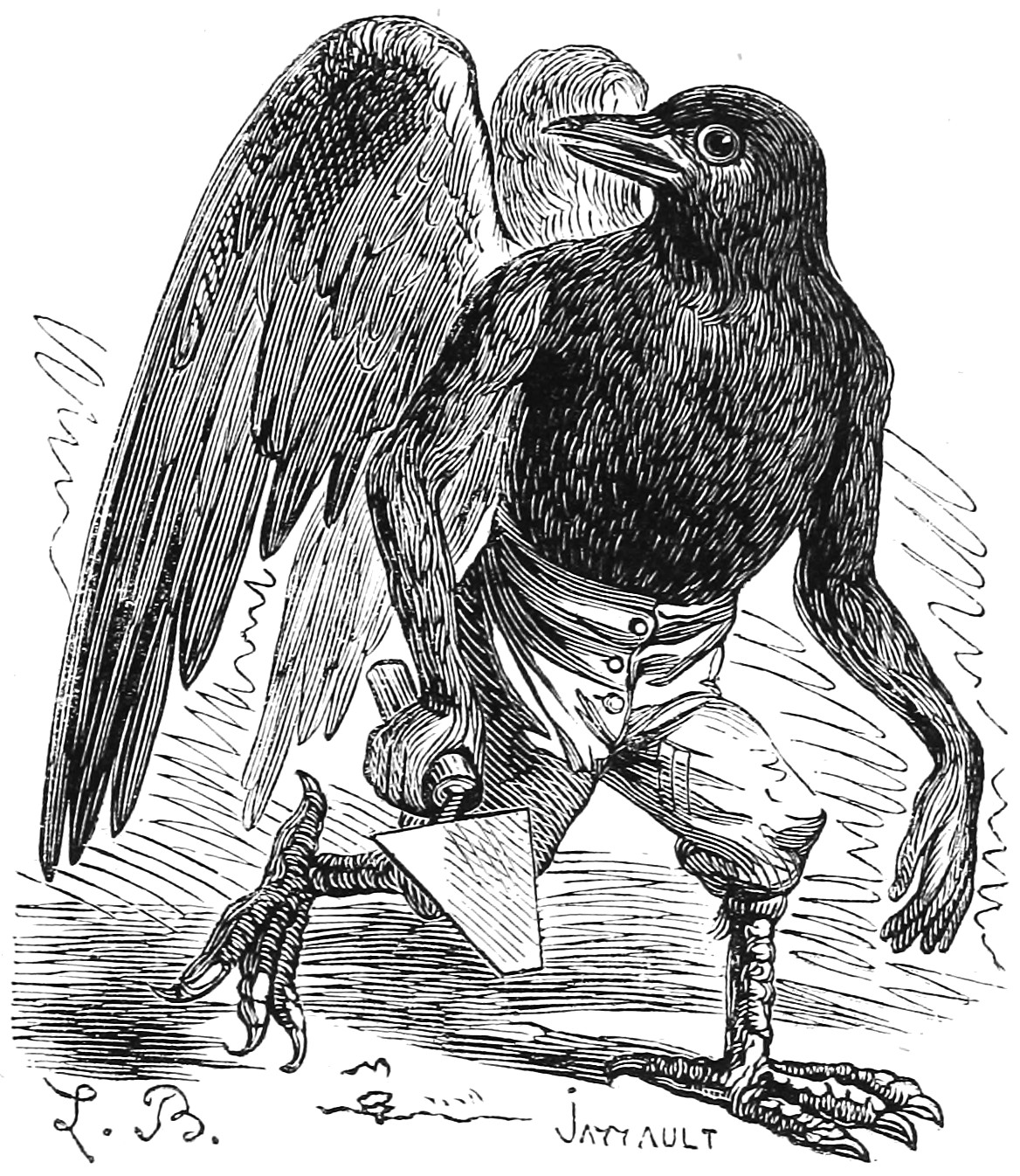
『地獄の辞典』に描かれたマルファス

マルファス（Malphas）は、悪魔学における悪魔の一人。

## 概要
『ゴエティア』によると、地獄の40の軍団を率いる序列39番の強大な大総裁。
カラスの姿で現れるが、要求に応じて人間の姿を採った時にはしゃがれ声で話すとされる。建築術に優れ、家屋や塔などを建造する力を持ち、また敵の願望や思惑、その実行度合についての情報をもたらすこともできる。この場合の家屋、塔というのは城塞都市を指す。また優れた使い魔を与えてくれる。生贄を捧げた場合には嬉しそうに受け取るが、かえって不誠実になってしまうという油断ならない性質を持つといわれる。
ハルファスとは名が似ており共通の権能も持つためか混同されることがあり、たとえばコラン・ド・プランシーも『地獄の辞典』でハルファスはマルファスと同一であろうという見解を述べている。